# Rusko oružje za masovno uništenje
Rusko oružje za masovno uništenje pretežno je nastalo tijekom hladnoga rata i utrke u naoružanju između SSSR-a i SAD-a. Rusija ima oružje za masovno uništenje kao ostavštinu SSSR-a, koji ga ima od 29. kolovoza 1949. godine.
RDS-1 (rus. reaktivnyj Dvigatel specialʹnyj; specijalni mlazni motor) bio je prvi sovjetski nuklearni test, 29. kolovoza 1949. u Semipalatinsku (današnji Kazahstan). Jakost eksplozije iznosila je 22 kilotona TNT-a, jačine slične napadu na Nagasaki. Na inzistiranje Lavrentija Berije, oružje je bilo više-manje kopija američke bombe "Debeljko". Sovjeti su događaj također nazvali "Prva munja", a zapadnjaci "Joe 1". Razvoj ovog oružja iznenadio je zapadna vojna-obavještajna predviđanja, te šokirao njihove političke krugove.
Sovjetski Savez razvijao je program nuklearnog naoružanja, pomoću prebjega sa Zapada, koji su među ostalim pomagali SSSR-u, zbog straha od monopola SAD-a nad oružjem za masovno uništenje. Staljin je želio imati oružje za masovno uništenje što prije, radi ravnoteže u naoružanju i povećanja vojne sigurnosti SSSR-a.
U trenutnoj vojnoj doktrini, Rusija si zadržava pravo korištenja nuklearnoga oružja, ako se ono upotrijebi protiv nje i/ili njezinih saveznika.
Prema Federaciji američkih znanstvenika, organizaciji za procjenu zaliha nuklearnoga oružja, Rusija posjeduje najveću zalihu oružja za masovno uništenje u svijetu. Organizacija također tvrdi, da Rusija ima 4,650 aktivnih nuklearnih bojnih glava, dok SAD ima 2468. Drugi izvori, međutim kažu da SAD ima više nuklearnih bojnih glava, a stvarne brojke ostaju predmet procjena. Rusija je odlučila smanjiti taj broj po stopi od 5% u šest mjeseci. O tome je potpisan sporazum između SAD-a i Rusije u svibnju 2002., s ciljem da se smanji na oko 1700 do 2200 bojnih glava na svakoj strani.
Osim nuklearnog oružja, Rusija je objavila, da ima arsenal od 39,967 tona kemijskog oružja 1997. godine, a od toga je 57% kasnije uništeno. Sovjetski Savez ratificirao je protokol Ženevske konvencije 22. siječnja 1975. Rusija je također potpisala ugovore o biološkom i kemijskom oružju.